# USCランドハウス・ウィーン
USCランドハウス・ウィーン（独: USC Landhaus Wien）は、オーストリア・ウィーンを本拠地とするサッカークラブである。事実上オーストリア・男子ブンデスリーガに所属するFKアウストリア・ウィーンの女子部門として活動している。

## 概要
男子部門のトップチームはアマチュアの下位のリーグに属しているが、女子部門のトップチームは1972年から女子ブンデスリーガ1部に属しており、クラブを代表する存在である。
1968年に女子サッカー部門が創設された。1960年代当時は対戦相手が国内に少なかったため、国外のクラブとの交流試合を数多くこなした。その後USCランドハウス・ウィーンの活動に鼓舞される形で数多くの女子サッカーチームが首都のウィーンを中心に創設された結果、1972年からは国内リーグが復活、今日までオーストリア・女子ブンデスリーガとして運営されている。
1990年代後半まではオーストリアの女子サッカー界を代表する強豪チームとして多くのタイトルを獲得し、UEFA女子チャンピオンズリーグにも出場したが、2000年以降はFCヴァッカー・インスブルック、SVノイレングバッハ、SKNザンクト・ペルテン等の台頭もあり、上位進出が厳しくなっていた。
2015年から同じく首都ウィーンに拠点を置きオーストリア・男子ブンデスリーガに所属するFKアウストリア・ウィーンとの業務提携を開始。クラブの年間予算は大幅に増えトップチームの強化や育成部門の拡大に成功。SG USC Landhaus/FK Austria Wienの名の下で再びオーストリア・女子ブンデスリーガ1部を代表する強豪の座に返り咲いた。

## タイトル

### 国内タイトル
- オーストリア・女子ブンデスリーガ1部優勝： 12回
  - 1974, 1976, 1978, 1981, 1982, 1983, 1988, 1989, 1995, 1997, 2000, 2001
- オーストリア・レディースカップ優勝： 11回
  - 1973, 1975, 1976, 1980, 1986, 1987, 1988, 1997, 2000, 2001, 2002
- オーストリア・女子スーパーカップ優勝：1回
  - 2002